# Józefowo (powiat szamotulski)
Józefowo – opuszczony przysiółek w Polsce położony w województwie wielkopolskim, w powiecie szamotulskim, w gminie Wronki.
W latach 1975–1998 miejscowość należała administracyjnie do województwa pilskiego.